# David Liu
David Liu (ur. 1973 r. w Riverside) – amerykański chemik i biochemik.

## Życiorys
Urodzony w 1973 r. w Riverside w Kalifornii. W trakcie studiów chemicznych na Harvard University prowadził pod kierunkiem prof. E. J. Coreya badania nad biosyntezą steroli. Studia ukończył w 1994 r. jako najlepszy na roku. Wkrótce potem podjął prace nad doktoratem na Uniwersytecie Kalifornijskim w Berkeley. Pod kierunkiem prof. Petera Schultza Liu podjął pierwsze badania w kierunku badania kodu genetycznego żyjących komórek. Pracę doktorską obronił w 1999 r. i został asystentem profesora chemii i biochemii na Harvard University w tym samym roku. W 2003 r. awansował do stopnia zastępcy profesora, a profesorem został dwa lata później.
Autor ponad 100 prac z dziedziny biochemii, chemii organicznej i biologii molekularnej.
Wyróżnienia:
- Office of Naval Research Young Investigator Award (2000)
- Searle Scholars Award (2000)
- NSF CAREER Award (2001)
- Beckman Foundation Young Investigator Award (2002)
- Sloan Foundation Fellowship (2002)
- AstraZeneca Pharmaceuticals Excellence in Chemistry Award (2003)
- Glaxo-Smith-Kline Chemistry Scholar Award (2004)
- American Chemical Society Arthur C. Cope Young Scholar Award (2004)
- American Chemical Society Pure Chemistry Award (2006)